# Мамон (бог)
Вижте пояснителната страница за други значения на Мамон.
Мамонът е олицетворение от Новия завет на Библията на материалното богатство и алчността. Най-често се персонифицира като божество, а понякога се включва и като един от седемте демона на Баал.

## Характеристика
Понякога за евреите, тъй като най-често с олицетворяването на Мамона си служи в евангелския текст Матея, е прелъстител за нарушаването на първата и втората от Десетте Божи заповеди. Възприема се двуяко – и като символа на властта, т.е. на Цезаря или императора (комуто се плащат налозите и който го въвежда в обращение, макар и парите сами по себе си да нямат собственост), и на собственото сребролюбие. В този смисъл според евангелист Матея, Спасителят си служи с алегорията в проповедта на планината:
| „           | Никой не може да слугува на двама господари: защото или единия ще намрази, а другия ще обикне; или към единия ще се привърже, а другия ще презре. Не можете да служите на Бога и на Мамона. | “ |
| (Мат. 6:24) | |   |

## Етимология
Етимологията на думата в късния латински идва от койне „μαμμωνάς“ – в който е възприет от сирийски и арамейски (семитската лингва франка или езикът на Исус Христос), където значи „богатство, пари“. В същия смисъл е значението на „мамон“ и на иврит в смисъл на пари и/или богатство и/или вещи.
Християните използват името на Мамона в пейоративен смисъл и като описание на лакомията и несправедливата светска печалба. Той е олицетворение на фалшивия бог в Новия Завет (Мат. 6:24; Лука 16:13). Мамонът символизира прекомерния материализъм, трупането на материално богатство, т.е. на парите и алчността, но като негативно обществено явление с пагубно социално влияние.
Мамон е семитска дума за означението на пари или богатство и по принцип се свързва с Древна Сирия. Няма данни в древносирийския пантеон да е съществувал такъв Бог, а като „фалшиво“ божество е въздигнат и персонализиран от средновековната християнска литература. Тома Аквински метафорично описва греха на сребролюбието като „Мамон“. По този начин и самата дума е преминала и във фински и естонски език – като синоним на парите.